# Heuliez Bus
Ne pas confondre avec Heuliez, qui sont deux entreprises séparées.
 (janvier 2012).
Si vous disposez d'ouvrages ou d'articles de référence ou si vous connaissez des sites web de qualité traitant du thème abordé ici, merci de compléter l'article en donnant les références utiles à sa vérifiabilité et en les liant à la section « Notes et références ».
Heuliez Bus est un constructeur d'autobus français fondé en 1979, filiale du groupe Iveco. Heuliez Bus est issue de l'ancien groupe automobile français Heuliez.

## Historique

### Origines
C'est Adolphe Heuliez qui crée sa propre entreprise de maréchalerie, mais c'est son fils Louis, qui lui donne sa spécialité : la fabrication de charrettes anglaises, qui apporteront plus tard au Groupe Heuliez son emblème : la Carriole.
En 1923, Louis succède à son père et se distingue en mettant au point un nouveau procédé de caoutchoutage des roues de charrettes cerclées de fer, procédé technique qui rencontra un certain succès à l'époque.
En 1925, la carrosserie Heuliez réalise sa première application automobile avec une carrosserie break sur la base d'un châssis Peugeot 177B.

### Lancement
En 1932, Heuliez signe la réalisation du premier autocar de la marque, réalisé avec une armature en bois.
La consécration vient en 1949 avec la première participation d'Heuliez au salon de l'Automobile de Paris. Elle y présente un autocar de grand tourisme sur la base du Citroën P 45. À partir de cette date, Heuliez poursuit la production d'autocars sur la base de différents châssis de constructeurs français (le marché français est fermé à la concurrence étrangère) mais intervient aussi pour des commandes privées de carrosseries industrielles de petites séries pour des véhicules publicitaires.
En 1970, Heuliez se structure en plusieurs divisions autonomes dont: le design, la construction automobile de petites séries et la division autocars et autobus. Depuis la fin des années 1960 et jusqu'en 1985, Heuliez entretient une étroite collaboration avec Mercedes-Benz pour la fabrication en France des autobus "O 305" classique et articulé avec remorque, destinés au marché français (manière habile de contourner la fermeture du marché national à la concurrence). Heuliez continue aussi la fabrication de carrosseries spéciales de véhicules des forces de l'ordre et de l'armée.

### Heuliez Bus revendu plusieurs fois
Sous la pression de Renault, qui a toujours refusé qu'un carrossier comme Heuliez puisse produire des autocars et autobus avec des composants étrangers et les commercialiser en France à moindre coût face à ses productions[réf. souhaitée], Heuliez réagit et crée une filiale indépendante Heuliez Bus, dont Renault (RVI) sera actionnaire minoritaire au début, puis en prendra le contrôle en 1991, lors de la tentative de fusion avortée entre Renault et Volvo[pas clair]. Renault racheta la participation de Volvo en 1998 pour ensuite lui[Qui ?] permettre de négocier avec Iveco sa participation paritaire lors de la création d'Irisbus. Renault est contraint par l'Union Européenne d'abandonner le secteur autocar/autobus en 2001[réf. souhaitée], et a revendu toutes ses parts d'Irisbus à Iveco qui intégrera Heuliez dans son groupe.
En 2013, à la suite d'une réorganisation du groupe Fiat (alors société mère d'Iveco), Heuliez Bus et Iveco deviennent des filiales du groupe CNH Industrial. Cette réorganisation permet à Heuliez de se développer à l'international sous sa propre marque (la marque Heuliez étant jusqu'alors vendue sous la marque Irisbus sur le marché étranger).

### Intégration au groupe Iveco
En 2019, le groupe CNH annonce son intention de séparer ses activités non-routières et ses activités routières. Ces dernières, après une tentative avortée de cession au groupe FAW Jiefang (en), sont finalement regroupées dans une holding prenant le nom d'Iveco Group. La scission se concrétise en janvier 2022, par une entrée en bourse difficile.
Le 11 mai 2021, Heuliez Bus annonce le transfert de ses équipes commerciales vers Iveco Bus. Le groupe annonce également sa spécialisation dans la production d'autobus électriques, se positionnant comme un pôle d'excellence Électromobilité, grâce à son usine de Rorthais et l'ensemble de ses installations industrielles, dont sa piste d'essais intégrée dans son usine. À partir de 2022, seules les motorisations électriques restent au catalogue.

### Évolution du logo

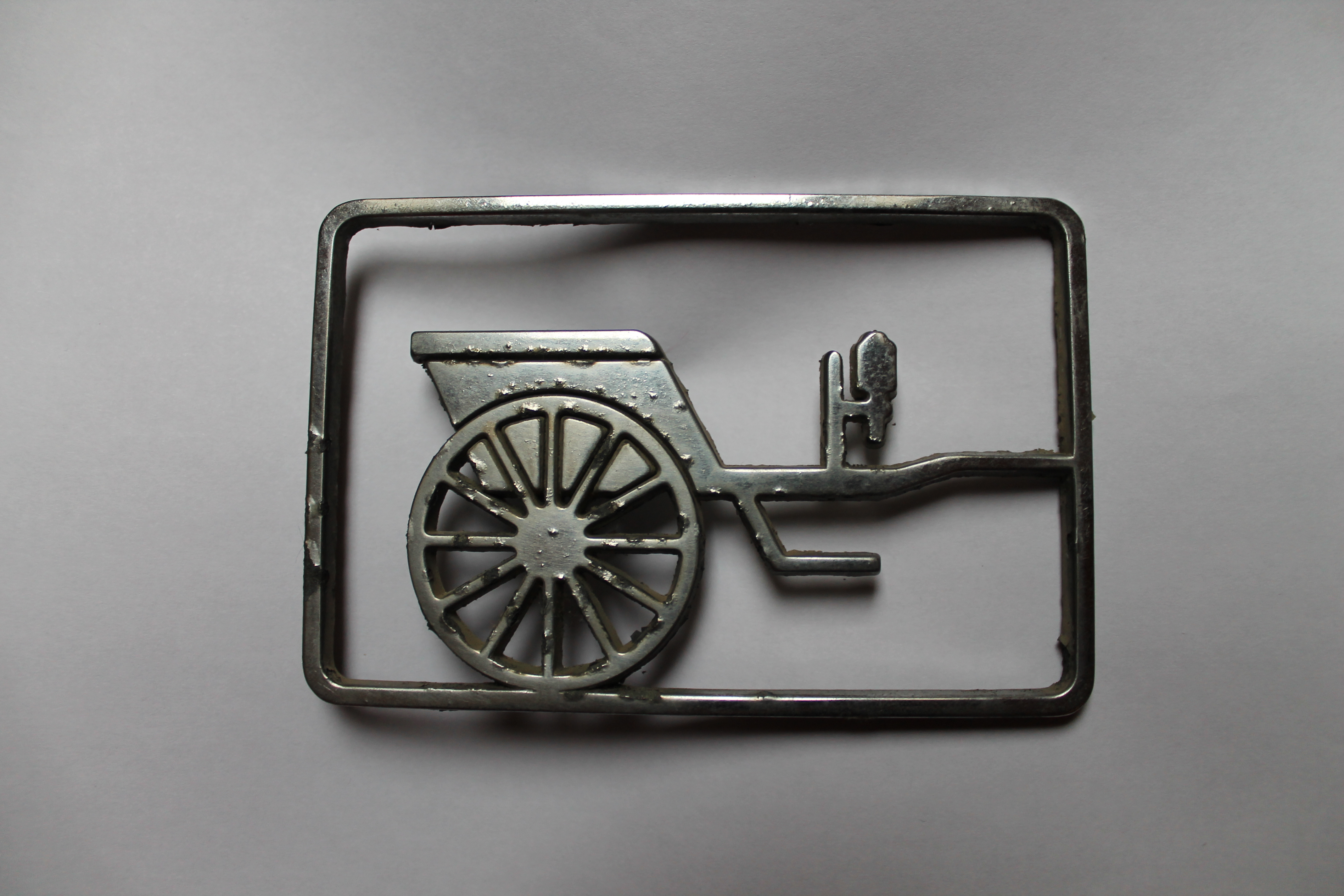
Ancien logo
Ancien logo
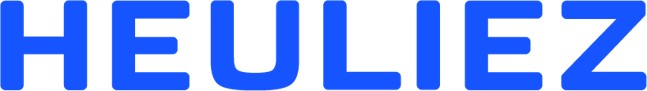
Logo actuel

## Les véhicules

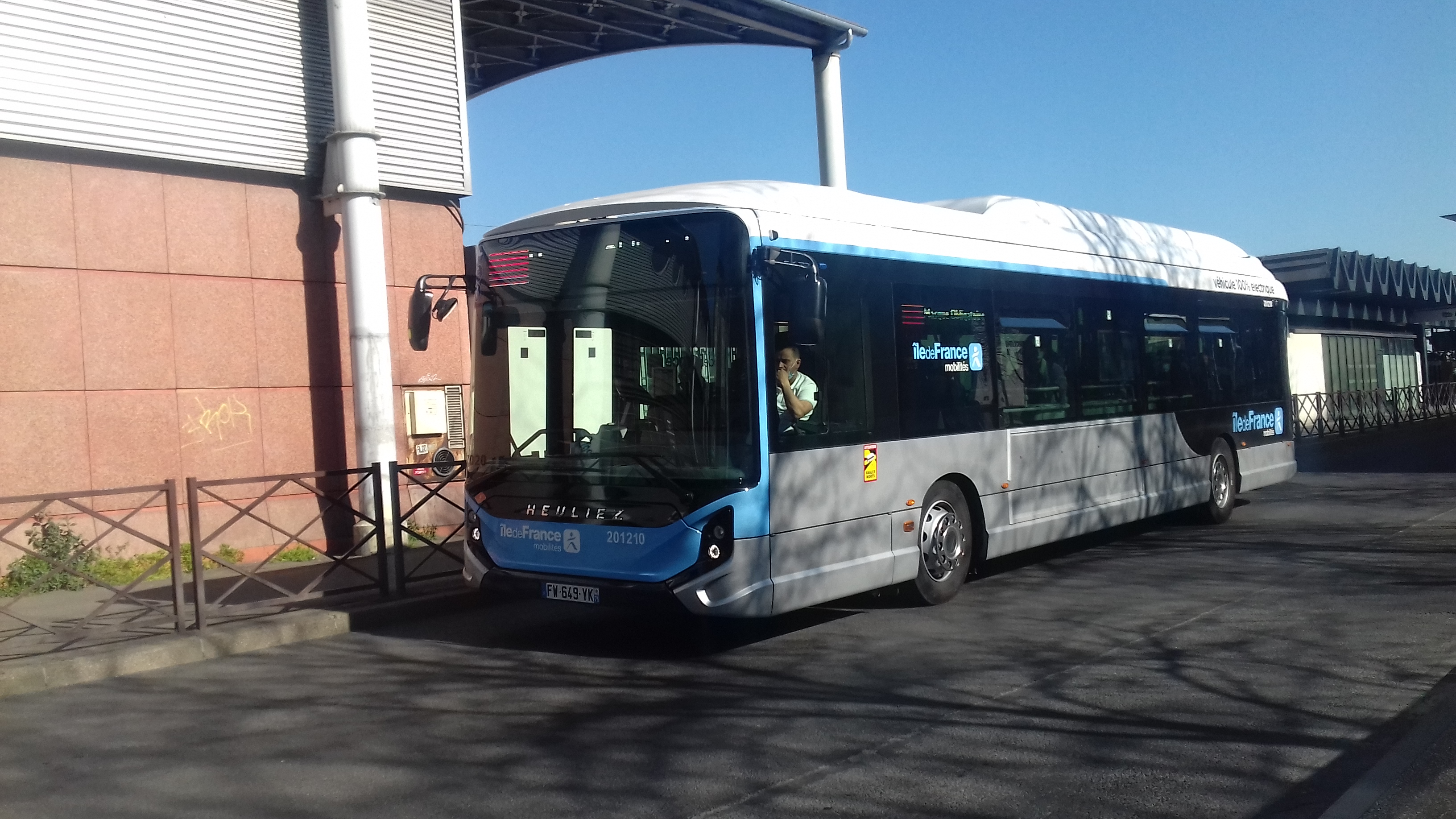
Un Heuliez GX 337 électrique avec la nouvelle face avant lancée en 2020.

Depuis la création d'Irisbus en 1999, Heuliez Bus est devenue une filiale du groupe Irisbus tout en gardant une certaine indépendance en conservant sa marque. Depuis 2001 et l'intégration pure et simple d'Irisbus dans le groupe Iveco après le rachat par le groupe Fiat de la part de RVI dans Irisbus, Heuliez est restée une simple filiale du groupe italien. Tous les modèles sont depuis cette date construits sur une base Iveco. La marque Heuliez est réservée au marché français, mais devient Iveco Bus pour l'exportation. Heuliez Bus a produit 13 439 autobus entre 1985 et 2006.
En janvier 2011, l'usine Heuliez Bus de Rorthais a arrêté de fabriquer les trolleybus Irisbus Cristalis ETB 12 et 18, Alstom ne fournissant plus les chaînes de traction à Iveco.